# David Nicholls
David Alan Nicholls (Eastleigh, 30 de novembro de 1966) é um escritor e argumentista britânico.

## Biografia
David Nicholls nasceu em 1966, em Hampshire, Inglaterra. Formado em literatura e língua inglesa, depois fez curso de ator, optando pela carreira de ator e recebeu uma bolsa da American Musical Academy de Nova York. De volta a Londres, atuou em vários espetáculos teatrais. Entre uma peça e outra, em Londres, Nicholls trabalhava como vendedor da rede de livrarias Waterstone's. Após trabalhos freelance, conseguiu emprego como leitor de peças e pesquisador da BBC Radio Drama, o que levou a edição de roteiros. Ao longo de sua notável carreira de roteirista, recebeu duas indicações ao BAFTA. Publicou alguns romances, o mais famoso chamado "One day", em português "Um dia".

## Obras publicadas
| Ano  | Título original | Título no Brasil | Título em Portugal     | Adaptado para o cinema (ano) |
| ---- | --------------- | ---------------- | ---------------------- | ---------------------------- |
| 2003 | Starter for Ten | Resposta Certa   | Uma Questão de Atração | (2006)                       |
| 2005 | The Understudy  | O Substituto     |                        | Não                          |
| 2009 | One Day         | Um Dia           | Um Dia                 | (2011)                       |
| 2014 | Us              | Nós              | Nós                    | Não                          |

## Filmografia
- Bridget Jones's Baby (O Bebê de Bridget Jones) - Argumentista